# فيديريكو غارثيا لوركا
فيديريكو جارثيا لوركا (فوينتي باكيروس،غرناطة، 5 يونيو1898فى طريقه من فيزنار إلى ألفاكار،غرناطة 18أغسطس 1936) كان شاعراً وكاتب مسرحي وناثراً إسبانياً ورسام وعازف بيانو، كما كان مُؤلفًا مُوسيقيًا، وُلد في فوينتي فاكيروس بغرناطة في 5 يونيو 1898. كان أحد أفراد ما عُرف باسم جيل 27. يعُده البعض أحد أهم أدباء القرن العشرين. وباعتباره كاتباً مسرحياً، يعتبر احد أبرز رواد المسرح الإسباني في القرن العشرين بالإضافة إلى زميليه أنطونيو بويرو باييخو ورامون ماريا ديل بايي إنكلان، وتعد مسرحيتيه |عرس الدم}} و{|بيت برناردا ألبا}} من أشهر أعماله المسرحية. فيما كانت قصيدته شاعر في نيويورك من أشهر أعماله الشعرية. أُغتيل على يد المتمردين وهو في الثامنة والثلاثين من عمره بعد شهر من الانقلاب الذى أشعل فتيل بدايات الحرب الأهلية الإسبانية بين قرى فيثنار وألفاكار في 19 أغسطس 1936.

## السيرة الذاتية
وُلد فيديريكو غارثيا لوركا في الخامس من يونيو 1898 لوالدين إسبانيين في بلدية فوينتي فاكيروس في غرناطة، لأسرة ميسورة الحال، وعُمد باسم فيدريكو ديل ساجرادو كورازون دى خيسوسجارسيالوركا كان والده مزارعًا ثريًا فيديريكوجارسيا رودريجيز (1859-1945)، وكانت والدته فيسينتا لوركا روميرو (1870-1959)،الزوجة الثانية لوالده، معلمة مدرسة، شجعت الذوق الأدبى لابنها. كما أخذت والدته على عاتقها تعليمه النطق والكلام، لأنه وجد فيهما صعوبة في أول حياته، كما أنه لم يستطع المشي حتى الرابعة من عمره بسبب مرض خطير أصابه عقب الولادة، وكان من عدم استطاعته مُشاركة الصغار ألعابهم أن نمت قواه التخيلية وأحاسيسه، فراح يُعبر عن نفسه بصنع عالم خاص به من المسرح ومسرح العرائس والاستعراضات، ويُسقط على دُماه شخصيات خدم الأسرة المسنين وإخوته الصغار. أصبح منزله الأول في فوينتي فاكيروس متحفًا. كان لديه أربعة أشقاء: لويس (1900-1902)، فرانسيسكو (1902-1976)، كونشا (1903-1962)، وإيزابيل (1909-2002).
كان أول ما اشتراه بما اقتصده من النقود مسرحًا للعرائس في غرناطة، ولم يعق فيدريكو الصغير عدم وجود مسرحيات مطبوعة مع المسرح المشترى فأخذ يكتب مسرحياته الخاصة. ومنذ ذلك الوقت لازمه الشغف بالمسرح الذي قدر أن يكون الجزء الهام من عمله، كما استطاع أن يدندن الألحان الشائعة قبل أن يحسن النطق، وأخذ عن الخدم المسنين الحكايا والأغاني الشعبية. ويتحدث جيلر مودي تورا عن تمثُّل لوركا للأغاني الشعبية وإعادة خلقها قائلاً:
في الوقت الذي لا بد فيه من إلحاق فيدريكو بالمدرسة انتقلت الأسرة إلى غرناطة، وهناك تلقى ما يتلقاه أترابه الذين في مستواه الاجتماعي من الثقافة العادية حتى بلغ سن الجامعة، فبدأ دراسته الجامعية في جامعة غرناطة دون أن يتمها. ثم التحق فيما بعد بجامعة مدريد ولكنه لم ينجز دراسته فيها أيضاً، إذ لم يكن ميالًا إلى الدراسات الأكاديمية أبداً. وكانت اهتماماته متجهة دائمًا إلى خارج مدرجات الجامعة، وقد وجد نفسه أسعد حالاً في المقاهي وأحاديث الأصدقاء والتجوال في ريف غرناطة أو بساتينها القريبة وفي الكشف عن العديد من الثقافات والتقاليد التي كونت منطقة أندلوسيا العريق، وفي التعرف على الغجر الذين قدر لهم أن يكونوا الموضوع الهام الذي يستوحي منه أعظم أعماله.

### الشباب والأعمال الاولى
وفي عام 1914 التحق بجامعة غرناطة لدراسة الفلسفة والأدب والقانون. في هذه الأثناء، التقى الشاب لوركا مع مثقفين شباب آخرين في تجمع إل رينكونسيلو في مقهى ألاميدا. في الجامعة تلقى دروسًا من مارتن دومينغيز بيرويتا، الذي أخذ لوركا ورفاقه في السفر إلى بايزا، أوبيدا، قرطبة، روندا، ليون، بورغوس. كانت هذه الرحلات إلى أجزاء مختلفة من إسبانيا هي التي أيقظت موهبته ككاتب. في الواقع، أنتج هذا أول كتاب نثري له، انطباعات ومناظر طبيعية، الذي نُشر في عام 1918، وهو مختارات صغيرة من أفضل صفحات نثره حول الموضوعات السياسية واهتماماته الجمالية.

### الحياة في السكن الطُلابى
```
في ربيع عام 1919، انتقل العديد من أصدقائه من المجموعة الاجتماعية "إل رينكونسيلو" إلى مدريد، وسرعان ما انضم إليهم لوركا، وذلك بفضل مساعدة 
فرناندو دي لوس ريوس
، الذي ساعده في إقناع والديه بمواصلة دراسته في " ريزيدينسيا دي إستوديانتيس ".وبذلك أصبح الشاعر جزءًا من هذه المؤسسة.
```

في ذلك الوقت، كانت سكن الطلاب بمثابة حاضنة فكرية رحبت بشخصيات مثل ألبرت أينشتاين، وجون ماينارد كينز، وماري كوري، مما أثر بشكل كبير على التطور الفكري للوركا. بهذه الطريقة، ارتبط بين عامي 1919 و1926 بالعديد من أهم الكتاب والمثقفين في إسبانيا، مثل لويس بونويل، ورافائيل ألبيرتي، وسلفادور دالي، وتمكن من الهروب من الملل الثقافي الإقليمي، الذي كان يكرهه، كما كتب إلى صديقه الملحن أدولفو سالازار:
| فيديريكو غارثيا لوركا | أنا مشتعل مثل الوردة ذات المائة ورقة، لكن الواقع يحبسني في بيته القبيح من عشب الحلفاء. يكتبون لي من السكن ويقولون لي أنه ليس لديهم غرفة. هذا فظيع! كيف سأذهب إلى مكان آخر؟ أنا خائف من أجواء باروجا وجالدوس، وصاحبة المنزل، والطالب الشرير ساماكويس... كم هو فظيع! حسنًا، دعنا لا نذكر حتى بيئات وما إلى ذلك... إنها فظيعة! لذا، حتى أحصل على غرفة خاصة بي في السكن لن أذهب إلى مدريد... يا له من عار! [...] لدي ظل سيء. وأنا بحاجة للخروج، هل تسمع؟ أنا أغرق. هذا الجو الريفي الرهيب الفارغ يملأ قلبي بأنسجة العنكبوت. | فيديريكو غارثيا لوركا |

بين عامي 1919 و1921، نشر لوركا كتاب القصائد وكتب أولى مقطوعاته السويتس. كما عرض مسرحيته لعنة الفراشة وكتب أعمالًا مسرحية أخرى. وبمساعدة فرناندو دي لوس ريوس، تعرف على الشاعر خوان رامون خيمينيث، الذي أثّر في رؤيته الشعرية.
في مايو عام 1921، عاد لوركا إلى غرناطة، مما أتاح له فرصة التعرف على الأستاذ مانويل دي فايا، الذي كان قد استقر مع شقيقته كارمن فايا في المدينة في سبتمبر من العام السابق. وقد قادت صداقتهما إلى الشروع في عدة مشاريع تتعلق بالموسيقى، والكانتي خوندو، ومسرح الدمى، وغيرها من الأنشطة الفنية الموازية. وفي نفس العام، كتب لوركا "قصيدة الكانتي خوندو"، وهي عمل نُشر في عام 1931. وقد دارت تلك السنوات التي قضاها في غرناطة حول محورين ثقافيين: فايا وتجمع "الرينكونثيو" الأدبي، الذي كان يُعقد في مقهى الألاميدا.
في السادس من يناير عام 1923، وهو يوم عيد الملوك المجوس، شارك فايا في حفلة خاصة أقامها فيديريكو، بمشاركة أدولفو سالازار وهرمينجيلدو لانز، وأُهديت الحفلة لطفلتين من العائلة، إيزابيل ولورا، ابنتَي فيرناندو دي لوس ريوس.
تم عرض نسخة مقتبسة بأسلوب لوركا لمسرحية دُمى العصا من الحكاية "الفتاة التي تسقي الريحان والأمير السائل"، وهي مسرحية قصيرة تُنسب إلى ثربانتس، إضافةً إلى "لغز الملوك المجوس"، وهو عرض ديني من القرن الثالث عشر، ساهم فايا في تلحين الموسيقى المصاحبة له. وفي العام نفسه، عمل كل من لوركا وفايا معًا على أوبريت غنائي بعنوان "لولا، الكوميدية"، وهي عمل لم يكتمل قط.
في عام 1925، سافر إلى كاداكيس لقضاء أسبوع الآلام في منزل صديقه سلفادور دالي. وقد أثرت هذه الزيارة، إلى جانب زيارة أطول في عام 1927، بشكل عميق في حياة وأعمال كليهما. ومن ثمار هذه الصداقة القوية كانت "قصيدة إلى سلفادور دالي"، التي نُشرت في مجلة الغرب عام 1926. وكان دالي هو من شجع الكاتب على البدء في الرسم، مما أدى إلى تقديمه أول معرض له في عام 1927 في معارض دالمو في برشلونة. ومن جانبه، شجع لوركا دالي على الكتابة، واصفًا إياه بـ "حبه الإيروتيكي". وفي عام 1925، تعرّف على إميليو ألادرين الذي أقام معه علاقة عاطفية استمرت حتى عام 1927، حين تركه إميليو من أجل إليانور دوفن التي تزوجها لاحقًا.

### الجيل الأدبي لعام 1927:
مصطلح "جيل 27" يأتي من ديسمبر 1927، عندما اجتمع عدة شعراء إسبان في إشبيلية في لقاء نظمته الجمعية الاقتصادية لأصدقاء الوطن، لإحياء ذكرى مرور ثلاثمئة عام على وفاة لويس دي جونجورا. من بين هؤلاء الكتّاب: خورخي غيين، بيدرو ساليناس، رافائيل ألبيرتي، داماسو ألونسو، خيراردو دييغو، لويس ثيرنودا، فيثنتي أليكساندري، مانويل ألتولاغيري، وإيميليو برادوس.
لا يعترف جميع الباحثين بمفهوم "الجيل" عند الحديث عن جيل 27، إذ يجب توافر معايير حددها المؤرخ يوليوس بيترسن: (تاريخ ولادة متقاربة؛ تعليم مشابه؛ علاقات جيدة بينهم؛ أولى منشوراتهم ظهرت في الفترة نفسها؛ أحداث تاريخية مشتركة؛ أفكار ومفردات مشتركة؛ وأيديولوجية موحدة). بعض الباحثين اقترحوا تسميات بديلة مثل "جيل الديكتاتورية"، "جيل 1925"، أو "جيل الطليعة"، لكنه يظل مصطلحًا معتمدًا للعادات والراحة.
هذا الجيل تميز بجمعه بين الشعر التقليدي (مثل النيوبوليزمية) والحركات الطليعية، مع معالجة مواضيع متشابهة (كالموت، الحب، الظلم، الخ...).
بالعودة إلى لوركا، يمكن القول إن المرحلة الممتدة من عام 1924 إلى 1927 كانت لحظة نضجه الشعري. رغم النجاح الكبير الذي حققته أعماله رومانسيرو جيتانو، التي نُشرت في عامي 1927 و1928،كانت لحظة نضج شعري بالنسبة له.
وفي هذه المرحلة عاش الشاعر ما وصفه بأنه "إحدى أكبر أزمات حياته"، رغم النجاح الذي لاقته أعماله رومانسيرو جيتانو، التي نُشرت في عامي 1927 و1928، حيث كانت تلقى نجاحًا نقديًا وجماهيريًا واسعًا. وكانت هذه الأزمة نتيجة لعدة أحداث في حياته. فمن جهة، مع نجاح رومانسيرو جيتانو، بدأ يُنظر إلى لوركا على أنه شاعر معتاد، مدافع عن الغجر وممثل للفولكلور الإسباني. وقد اشتكى في رسالة إلى خورخي غيين قائلًا: "إنهم يزعجونني قليلاً بأسطورة الغجرية. الغجر موضوع. ولا شيء أكثر. كان يمكن أن أكون شاعرًا لآلات الخياطة أو للمناظر الهيدروليكية. بالإضافة إلى ذلك، فإن طابع الغجرية يعطيني صورة غير حضارية، غير متعلمة، وشاعر ساذج تعلمتَ أنت أنني لست كذلك. لا أريد أن يتم وضعي في إطار محدد. أشعر أنهم يقيدونني بسلاسل".
ومن ناحية أخرى، انفصل عن إيميليو ألادرين، النحات الذي كان على علاقة عاطفية قوية معه. كما تفاقمت الأزمة بعد الانتقادات القاسية التي تلقاها من دالي ولويس بونييل بشأن رومانسيرو جيتانو.
ورغم كل هذا، واصل لوركا العمل وبدأ مشاريع جديدة مثل المجلة غالو، التي لم يُنشر منها سوى عددين، أو مسرحيته حب دون بيرليمبلن مع بيليسا في حديقتها، التي حاول عرضها عام 1929 لكنها مُنعت من قبل الرقابة في ظل ديكتاتورية بريمو دي ريفيرا.

### رحلة إلى نيويورك
في ربيع عام 1929، اقترح فرناندو دي لوس ريوس على لوركا مرافقته في رحلته إلى نيويوركنيويورك . وافق، إذ رأى فرصة للابتعاد عن ألادرينألادرين، وتعلم اللغة الإنجليزية، وتغيير حياته، وتجديد عمله صعدوا على متن آر إم إس أوليمبيك - السفينة الشقيقة للسفينة آر إم إس تيتانيك المنكوبة - في أوائل يونيو 1929 ووصلوا إلى نيويورك في 26 يونيو؛ وقد وصف هو نفسه إقامته في المدينة الأمريكية بأنها "واحدة من أكثر التجارب المفيدة في حياتي". ووصف المدينة بأنها مكان للأسلاك الشائكة والموت، وأعرب عن صدمته من الاقتصاد الرأسمالي ومعاملة السود. بحسب قوله، كانت الولايات المتحدة "حضارة بلا جذور. لقد بنوا [الإنجليز] منازلًا كثيرة، لكنهم لم يحفروا في الأرض. وقد صبّ انطباعاته في كتابه "شاعر في نيويوركشاعر في نيويورك"، الذي لم يُنشر إلا بعد أربع سنوات من وفاته. 14/15 سعى لوركا في عمله إلى التعبير عن "العبودية المؤلمة للإنسان والآلة معًا في مدينة سماها الهندسة والمعاناة".
في مارس 1930، غادر نيويورك متوجهًا إلى هافانا، حيث استكشف الثقافة والموسيقى الكوبية وعمل على مشاريع جديدة مثل El público وAsí que pasen cinco años. في يونيو 1930، كان لوركا موجودًا بالفعل في مدريد

### مجموعة لا باراكا المتنقلة

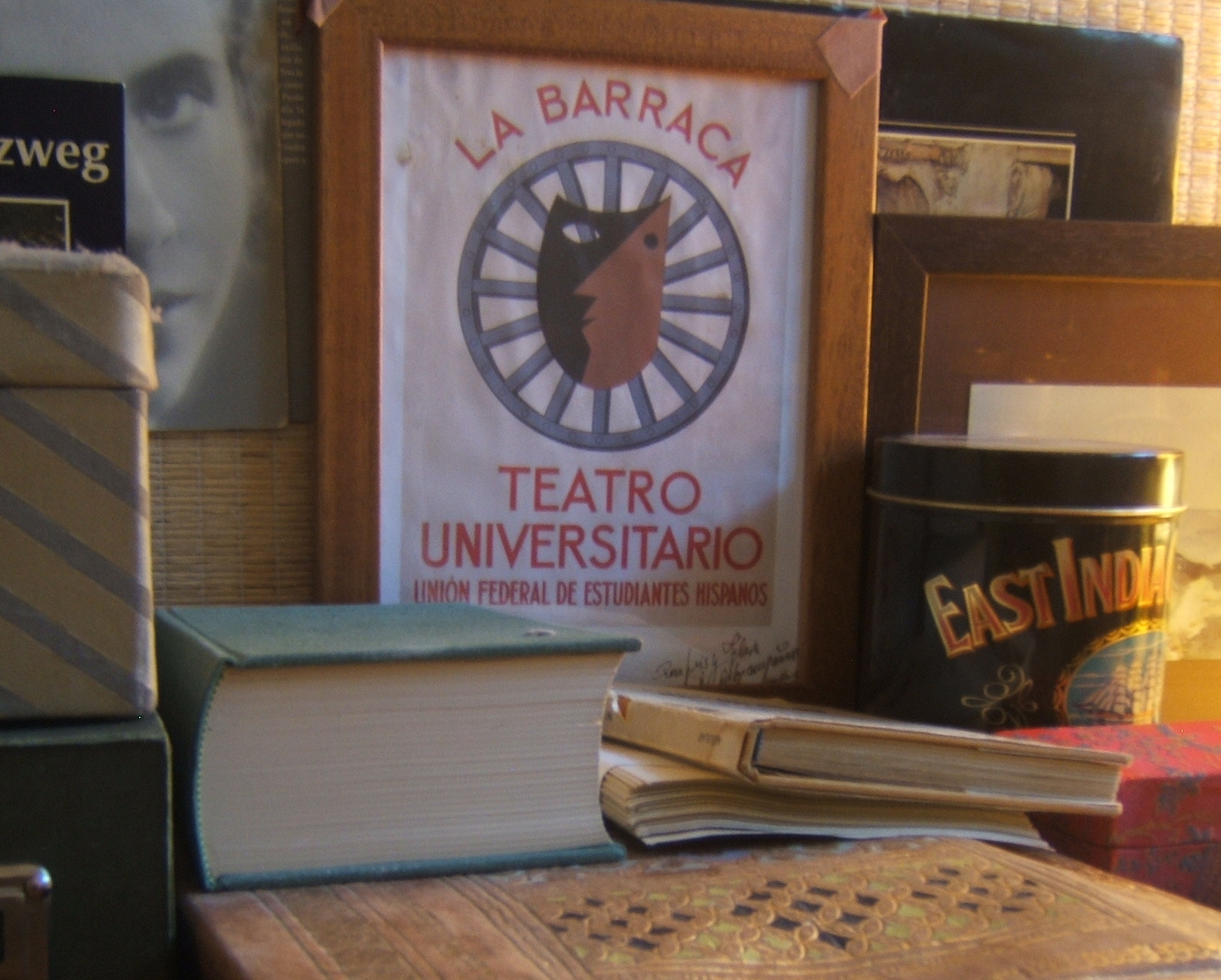
نسخة طبق الأصل من الملصق الأصلي مع شعار لا باراكا.

مع تأسيس الجمهورية الإسبانية الثانية في أبريل 1931، بدأ عهد جديد للوركا. بالتعاون مع إدواردو أوغارتي، الكاتب من غرناطة، قام بإخراج مسرح "لا ياترو يونيفرسيتاريو" (المسرح الجامعي) الذي قدم مسرحيات من العصر الذهبي (كالديرون دي لا باركا، لوبي دي فيغا، ميغيل دي ثيربانتس) في مدن وبلدات في جميع أنحاء إسبانيا وبتمويل من وزارة التعليم، برئاسة الاشتراكي فرناندو دي لوس ريوس، أصبح لديه مشروعه الخاص بين يديه لأول مرة. إن اندلاع الحرب الأهلية الإسبانية من شأنه أن يحبط هذه الجهود.في ربيع عام 1936، قدمت مجموعة لا باراكا آخر عروضها في أتينيو دي مدريد، بناءً على طلب صريح من خوانا كابديفييل، أمينة مكتبة المؤسسة، لمجموعة المسرح المتنقلة، التي قدمت مسرحية "إل كاباليرو دي أولميدو" للوبي دي فيغا.

### في أمريكا
في عام 1933، عرضت فرقة لولا ميمبريفز عرض عرس الدم لأول مرة في بوينس آيرس وحقق نجاحًا شعبيًا كبيرًا. لهذا السبب، تلقى لوركا دعوة من ميمبريفز وزوجها للسفر إلى تلك المدينة الأرجنتينية هناك حقق النجاح المهني، وبفضل هذا حقق الاستقلال المالي. خلال الأشهر الستة التي قضاها في بوينس آيرس، أتيحت له الفرصة لإخراج مسرحية زفاف الدم، التي تم عرضها أكثر من مائة وخمسين مرة؛ ماريانا بينيدا، صانع الأحذية المذهل، والطاولة الصغيرة لدون كريستوبال، ونسخة مقتبسة من رواية السيدة البلهاء للكاتب لوبي دي فيغا. خلال هذه الفترة أيضًا أتيحت له الفرصة لإلقاء العديد من المحاضرات وتكوين صداقات جديدة، مثل بابلو نيرودا، وخوانا دي إيباربورو، وريكاردو موليناري، وفيكتوريا أوكامبو، وألفونسينا ستورني، وسلفادور نوفو، وبابلو سويرو.
عندما عاد غارسيا لوركا إلى إسبانيا عام 1934، حافظ على وتيرة إبداعية عالية: أنجز أعمالًا مثل "يرما"، و"دونيا روزيتا العانس"، و"بيت برناردا ألبا"، و"رثاء إغناسيو سانشيز ميخياس". قام بمراجعة أعمال مثل "شاعر في نيويورك" و"ديوان التمر الهندي" و"أجنحة". قام برحلة إلى برشلونة لإجراء بعض مسرحياته وإلقاء قصائده وإلقاء المحاضرات، ثم زار فالنسيا (18) واستمر في تقديم المسرحيات مع لا باراكا؛ - نوادي المسرح المنظمة؛ كما أمضى فترة طويلة في مونتيفيديو (أوروغواي)، حيث أنهى كتابة بضعة أعمال (ربما يرما) وكان على اتصال بفنانين محليين، مثل خوانا دي إيباربورو.
ومع ذلك، في هذا الوقت أيضًا، بدأت إسبانيا تشهد فترة من العنف والتعصب. كان الوضع السياسي غير قابل للاستمرار كانت الحرب الأهلية الإسبانية على وشك أن تندلع. واصلت القطاعات الأكثر رجعية حملة تشويه السمعة والكراهية ضد النظام الجمهوري الديمقراطي وأنصاره. كان لوركا، بسبب صداقته مع شخصيات تقدمية مثل فرناندو دي لوس ريوس وألبرتي، موضع استهداف من جانب جزء من الصحافة المحافظة، ومنذ عام 1935، كان يعتبر عدوًا لليمين. في يناير/كانون الثاني من ذلك العام، أهانت مجلة "غراسيا إي جوستيسيا" الساخرة المناهضة للجمهورية الشاعر على غلافها، وفي داخلها وصفت مسرحياته بالتجديف (كانت المجلة تابعة لدار النشر الكاثوليكية)، وأشارت إلى مثليته الجنسية بطريقة مهينة، وألمحت بنبرة تهديد: "لا ينبغي محاولة لعبة الحلبة مع بعض الأشياء!".

### مسيرته الأدبية
أثناء إقامة لوركا في غرناطة طبع أول كتاب نثري له الطباعات ومناظر عام 1918 وهو حصيلة عديد من الرحلات في إسبانيا، ثم بدأ التجوال بين غرناطة ومدريد. وخلال عشر سنوات تعرف على أصدقاء أصبحوا من المشاهير وملأ ذكرهم الآفاق، منهم سلفادور دالي، ألكسندر دانييل ألبرت، ولويس جونيك وبابلو نيرودا.
طبع أول ديوان شعر له (كتاب الأشعار) عام 1921 دون أن يثير كثيراً من الانتباه في غير وسطه، ولكن لوركا على كل حال كان كثير الأعراض عن النشر وكان على أصدقائه الأدباء أن يقوموا بالعديد من المحاولات ليحتالوا للفوز بإحدى قصائده لنشرها في دورياتهم. ومع أنه لم ينقطع عن نظم الشعر فإن ديوانه (أغان) لم يظهر حتى عام 1927 غير أنه استطاع بما له من قوة الشخصية أن يؤثر في الشعراء الآخرين من قبل أن تظهر أعماله الهامة. إذ كان يفضل أن ينشد أشعاره، لأنه يعتقد، ويذكر ذلك في مقالته عن الروح المبدعة: (أن الشعر بحاجة إلى ناقل.. إلى كائن حي). وفي تلاوته لهذه الأشعار امتحن قدرة شعره على التأثير أكثر من مطبوعاته.
ولفهم شخصيته، قال بعض معاصريه:
كتب رافائيل ألبرتي:
| فيديريكو غارثيا لوركا | كان لوركا يتدفق بشحنة من الرقة الكهربائية والفتنة، ويلف مستمعيه بجو أخاذ من السحر، فيأسرهم حين يتحدث أو ينشد الشعر أو يرتجل مشهداً مسرحياً أو يغني أو يعزف على البيانو. | فيديريكو غارثيا لوركا |

وحتى الشاعر بيدرو ساليناس الذي يسبقه بسبع سنوات، يقول فيه:
| فيديريكو غارثيا لوركا | لقد كان العيد والبهجة، يشع علينا وليس لنا إلا أن نتبعه. | فيديريكو غارثيا لوركا |

وفي عام 1920 عُرض فصل من مسرحية له (رقية الفراشة المشؤومة) في مدريد، وأما أولى مغامراته المسرحية الناجحة فكانت المسرحية النثرية التاريخية (ماريانا بنيدا) التي قدمت في مدريد عام 1927، وشهد العام التالي ظهور أكثر دواوين لوركا شعبية (حكايا غجرية) الذي لاقى نجاحاً مباشراً في إسبانيا وفي جميع البلاد الناطقة بالإسبانية، إذ إنه لم يكن يكتب كغالبية شعراء عصره للخاصة، بل كان يقول: (أريد للصور التي أستمدها من شخصياتي أن تفهمها تلك الشخصيات نفسها)، فقد فُطر على الرغبة في أن يفهمه كل إنسان ويحبه كل إنسان من خلال شعره، وهذا ما حققه بلا ريب، فحتى الذين ليس لهم ميول أدبية يفهمونه وإن لم يفهموا تمام الفهم، فهم على الأقل يحسّون ما يقوله الشاعر.
بعد ذلك سنحت لـ فيدريكو فرصة الارتحال إلى الولايات المتحدة، فوصل إلى نيويورك عام 1929، وأصيب بخيبة أمل من الحضارة الأمريكية المختلفة تماماً عن الحضارة الإسبانية، ليعود بعدها إلى الوطن ويصدر مجموعته الشعرية شاعر في نيويورك التي ألبسته ثوباً مغايراً لرجل اختلفت اهتماماته وتفكيراته، وقد تسلم عام 1931 جوقة مسرح باركا، ثم شارك في احتفالات الذكرى الثانية لإعلان الجمهورية. وفي عام 1933 عرض مسرحيته عرس الدم وهي حكاية ريفية، وضع فيها كل ما عاناه خلال تلك الفترة.
وبالرغم من أنه كان مقلاً بكتابته للمسرح. لكن ما كتبه من مسرحيات، مكنته من بلوغ سلم الشهرة وجعلته من أفضل كتاب المسرح بإسبانيا. ومن مسرحياته أيضاً، مسرحية بيت برناردا ألبا التي نشرت وعرضت بعد وفاته، وهي مسرحية واقعية، عنيفة، كان قد كتب معظمها نثراً.
ومع مرور الزمن أخذ لوركا بالتغير وتفهُّم الحياة أكثر، وأصبح ينظر إليها من منظار الحقيقة الحية: (في هذا الزمن المأسوي في العالم، يجب على الفنان أن يُضحك ويُبكي جمهوره، ويجب أن يترك الزنبق الأبيض مغموراً حتى وسطه بالوحل وذلك لمساندة الذين يبحثون عنه).
هذه التعرية الكاملة للزمن النابعة من شاعريته، المتوقدة، المنتفضة جعلته يسافر من مدريد إلى غرناطة التي تغلي سياسياً بحدوث انتفاضة. ومع وصوله إليها اندلعت النيران العنيفة واعتقل صهر لوركا، محافظ مدينة غرناطة وعدد من أقربائه الاشتراكيين، لأنهم أيدوا الانتفاضة.
في هذه الفترة كان لوركا في منزله بـ (سان نينسيت) وقد فُتِّش أكثر من مرة ولم يعثر على شيء ضده، رغم أنه عُنّف وضُرب أثناء التفتيش وقد أبعدته أسرته إلى منزل الشاعر (روزال) ربيب الأسرة الحاكمة الكتائبية المناهضة التي كان لها دور فعال في غرناطة. وكان لوركا يلتقي بالكثير من المناهضين ويتحدث إليهم.

### أيامه الأخيرة ووفاته
عرضت كولومبيا والمكسيك، اللتان توقع سفيراهما أن يكون الشاعر ضحية هجوم بسبب منصبه كموظف مدني في الجمهورية، عليه المنفى، لكن لوركا رفض العروض، وذهب إلى هويرتا دي سان فيسينتي ليلتقي بعائلته. وصل إلى هناك في 14 يوليو 1936، قبل ثلاثة أيام من اندلاع الانتفاضة العسكرية ضد الجمهورية في مليلية، والتي أدت إلى الحرب الأهلية في البداية كان الوضع في العاصمة غرناطة هادئا ولم تحدث أي حوادث. لكن في العشرين من الشهر، ثارت الحامية العسكرية للمدينة، وبعد وقت قصير وقع مركز غرناطة في أيدي القوات المتمردة. تم إلقاء القبض على صهر فيديريكو ورئيس بلدية المدينة، مانويل فرنانديز مونتيسينوس، في مكتبه في مبنى البلدية. سيتم إطلاق النار عليه بعد شهر.

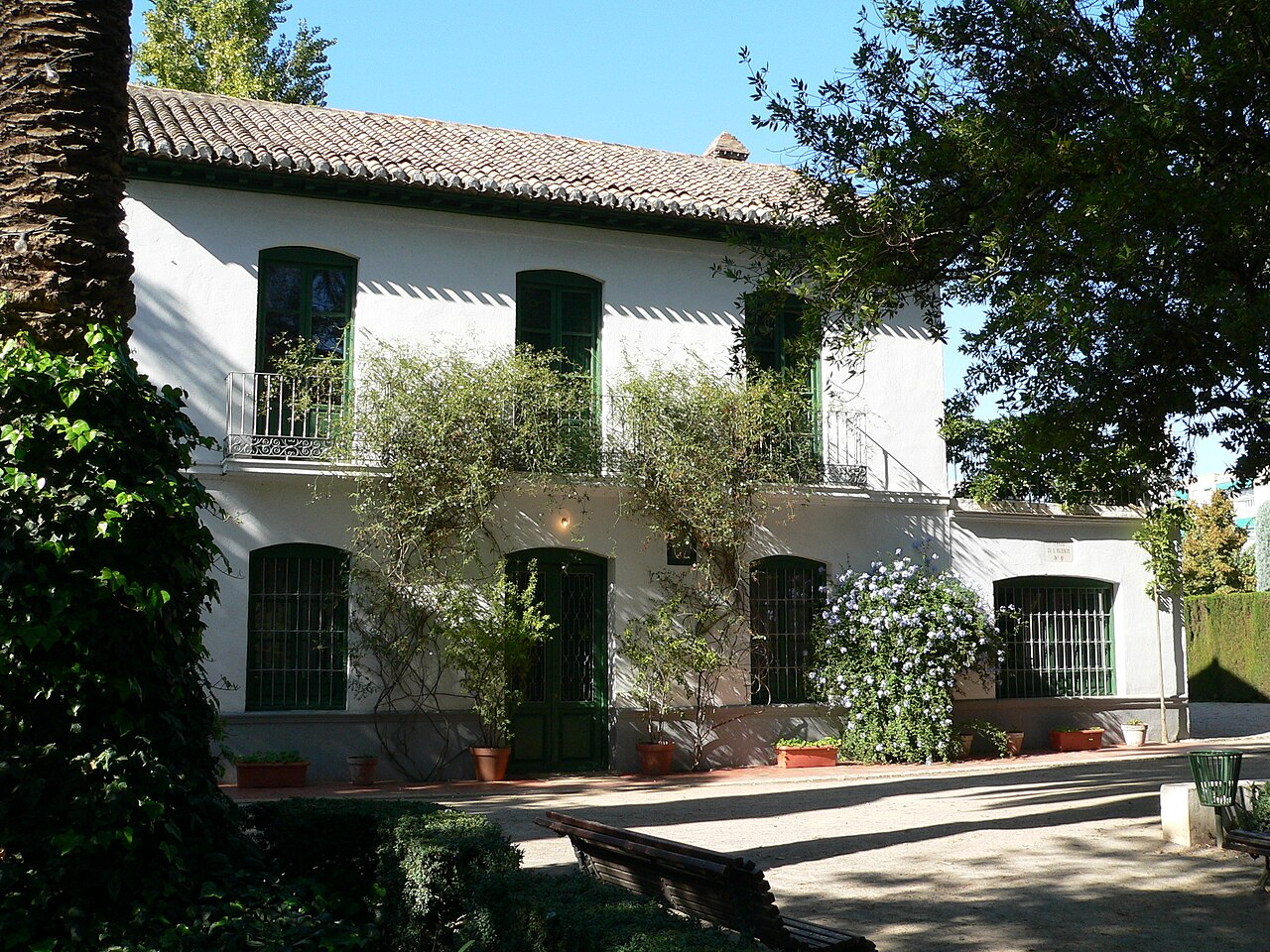
هويرتا دي سان فيسينتي (اليوم متحف تديره لورا غارسيا لوركا)، منزل غارسيا لوركا الصيفي في غرناطة، حيث غادره قبل أيام قليلة من اندلاع الحرب الأهلية.

لقد أعرب مرارًا وتكرارًا عن تعاطفه "مع المضطهدين، والغجر، والسود، واليهوديين...، والموريسكيين الذين نحملهم جميعًا في داخلنا" وكان "داعمًا للفقراء...، أولئك الذين لا يملكون شيئًا"، كما صرح لوسائل إعلام مختلفة. وكما أشار المؤرخ بول بريستون، فإن لوركا "مدفوعًا بضمير اجتماعي عميق، أنشأ فرقته المسرحية لا باراكا المتنقلة، التي كانت توقع بانتظام بيانات مناهضة للفاشية وتتعاون مع منظمات مثل منظمة المعونة الدولية الحمراء. ولهذا السبب اكتسب ازدراء الكتائب الإنجليزية وبقية اليمين وفي مدينته حافظ على علاقات وثيقة مع الجماعات اليسارية المعتدلة". وكانت عائلته صديقة مقربة للاشتراكي فرناندو دي لوس ريوس.
لم ينتمِ فيديريكو جارثيا لوركا إلى أي تيار سياسي، ولم يميز أو يقطع علاقته بأي من أصدقائه لأسباب سياسية. فقد كانت تجمعه معرفة شخصية بخوسيه أنطونيو بريمو دي ريفيرا، مؤسس حزب الكتائب الإسبانية (الفالانخي)، والذي كان يُعرف بشغفه بالشعر. وفي مارس من عام 1936، صرّح لوركا للشاعر الشاب غابرييل سيلايا قائلًا:
«خوسيه مانويل [أيزبوروّا] يشبه خوسيه أنطونيو. شاب طيب آخر. هل تعلم أنني أتناول العشاء معه كل يوم جمعة؟ غالبًا ما نغادر سويًا في سيارة أجرة بستائر مغلقة، لأنه لا يناسبه أن يُرى معي، ولا يناسبني أن أُرى معه».
وقد فسّر الباحثون هذا التصريح على أنه مبالغة أو مزحة، كما أشار سيلايا نفسه حين روى هذه الواقعة لاحقًا. وأثناء سرده للموقف، لخّص النتائج المأساوية لما وصفه بأنه سذاجة لوركا:
«كان فيديريكو يضحك. كان يعتقد أن الأمر لا يتعدى كونه لعبة صبيانية. لم يكن يرى ما وراءها. كان يضحك كما لو كانت مزحة بريئة. لكن تلك الضحكة، وذلك الإيمان بأن الإنسان يبقى إنسانًا، وذلك الاعتقاد بأن الصديق، سواء كان فاشيًا أم لا، يظل صديقًا، كلّفته حياته. إذ إن أولئك الأصدقاء الذين كان يعدّهم من المقرّبين، تبيّن في النهاية أنهم، فوق كل اعتبار، فاشيون».
وفي مقابلة صحفية أجراها مع الرسام الصحفي لويس باجاريا لصالح جريدة إل سول المدريدية قبيل وفاته بفترة قصيرة، عبّر لوركا عن هويته قائلاً إنه يشعر بأنه "إسباني كامل"، لكنه أردف:
«أنا إسباني بكل كياني، ولا يمكنني أن أعيش خارج حدود بلادي الجغرافية؛ لكنني أكره من يكون إسبانيًا لمجرد كونه كذلك. أنا أخ لكل البشر، وأمقت من يضحي بنفسه من أجل فكرة وطنية مجردة، لمجرد أنه يحب وطنه وهو معصوب العينين. الصيني الطيب أقرب إليّ من الإسباني السيئ. أنا أغني لإسبانيا وأحس بها حتى النخاع، لكن قبل كل شيء، أنا إنسان من هذا العالم وأخ للجميع. وبالطبع، لا أؤمن بالحدود السياسية».
لجأ فيديريكو جارثيا لوركا إلى منزل عائلة صديقه الشاعر لويس روساليس، حيث شعر بالأمان النسبي، نظرًا لكون اثنين من إخوة روساليس، اللذين كان يثق بهما، من الشخصيات البارزة في صفوف الكتائب (الفالانخي) بمدينة غرناطة. رغم ذلك، وفي 16 أغسطس 1936، حضرت قوات الحرس المدني إلى المنزل لاعتقاله، وكان برفقتهم كل من خوان لويس تريسكاسترو مدينا، ولويس غارسيا-أليكس فرنانديث، ورامون رويث ألونسو، النائب السابق عن حزب الإتحاد الإسباني اليميني المستقل (CEDA)، وهو من قدّم بلاغًا ضد لوركا إلى الحاكم المدني لغرناطة، خوسيه بالديس غوسمان. ويرجّح المؤرخ إيان جيبسون، وهو ما يؤكده أيضًا المؤرخ بول بريستون، أن الحاكم المدني استشار الجنرال كيبو دي يانو بشأن ما ينبغي فعله بالمعتقل، فجاءه الرد: «أعطه قهوة، قهوة كثيرة»، وهي عبارة كانت تُستخدم في ذلك السياق ككناية عن الإعدام. وبحسب غيبسون، فقد وُجّهت إلى لوركا عدة اتهامات، من بينها «التجسس لصالح الروس، والتواصل معهم عبر الراديو، وشغله سابقًا منصب سكرتير لدى فيرناندو دي لوس ريوس، وكونه مثلي الجنس». نُقل لوركا أولًا إلى مقر الحكومة المدنية، ثم إلى بلدة فيثنار، حيث قضى ليلته الأخيرة في سجن مؤقت، برفقة عدد من المعتقلين الآخرين.
وقد أثارت مسألة تاريخ إعدامه جدلًا طويلًا، إلا أن التاريخ الأرجح وفقًا لأبحاث غيبسون يشير إلى أن لوركا أُعدم رميًا بالرصاص عند الساعة 4:45 من فجر يوم 18 أغسطس 1936، على الطريق الواصل بين بلدتي فيثنار وألفاكار. ولم يُعثر على جثمانه أبدًا، إذ دُفن في قبر جماعي مجهول في تلك المنطقة، إلى جانب جثامين كل من المعلم الوطني ديوسكورو غاليندو، والمناصرَين الأناركيين فرانسيسكو غالادي وخواكين أركوياس، اللذين أُعدما معه. ويُذكر أن خوان لويس تريسكاسترو تفاخر لاحقًا بمشاركته في عملية الإعدام، مؤكدًا على ميول لوركا الجنسية بوصفها أحد دوافع القتل.
وجّه الكاتب البريطاني هربرت جورج ويلز، بصفته رئيس نادي القلم الدولي في لندن، برقية إلى السلطات العسكرية في غرناطة أعرب فيها عن قلقه البالغ إزاء مصير زميله الشاعر فيديريكو غارثيا لوركا، قائلًا:
«هربرت جورج ويلز، رئيس نادي القلم في لندن، يطلب بقلق شديد أخبارًا عن زميله الموقر فيديريكو غارثيا لوركا، وسيقدّر كثيرًا لفتة الرد على استفساره».
وقد جاء الرد الرسمي من الحاكم العسكري لغرناطة، العقيد إسبينوسا، على النحو التالي:
«من الحاكم العسكري لغرناطة إلى ه. ج. ويلز: أجهل مكان وجود السيد فيديريكو غارثيا لوركا. – الموقّع: العقيد إسبينوسا».
وفي 23 أبريل 2015، كُشف عن تقرير للشرطة مؤرّخ بتاريخ 9 يوليو 1965، استنادًا إلى تحقيق أُجري في نفس العام، يثبت تنفيذ حكم الإعدام بحق لوركا من قِبل السلطات الفرانكوية. وجاء في التقرير اتهامات موجّهة للوركا بكونه «اشتراكيًا»، وصديقًا للمفكر والسياسي فيرناندو دي لوس ريوس، و«عضوًا في منظمة الماسونية، منضويًا تحت محفل "الحمراء"، حيث اتخذ الاسم الرمزي "هوميروس"، كما نسب إليه «ممارسات مثلية وانحرافات أخلاقية».
وأضاف التقرير أن لوركا قد حُكم عليه بالإعدام «بعد أن أدلى باعتراف»، دون تحديد فحوى هذا الاعتراف.
وقد أُعد التقرير من قبل «الفرقة الإقليمية الثالثة للتحقيقات الاجتماعية» التابعة للمديرية العامة للشرطة في غرناطة، بناءً على طلب تقدّمت به الباحثة الفرنسية المتخصصة في الدراسات الإسبانية، مارسيل أوكلير. إلا أن النظام الفرانكوي لم يُرسل إليها أي رد، حيث ظلّ التقرير مخفيًا حتى نهاية الديكتاتورية. وقد أشار الصحفي الفالانخي إدواردو مولينا فاخاردو إلى وجود هذا التقرير للمرة الأولى في كتابه الصادر بعد وفاته "الأيام الأخيرة لغارثيا لوركا" (1983). وبحسب المؤرخ إيان غيبسون، من الواضح أن فاخاردو قد اطلع على هذا التقرير السري.

### إعدامه
وصل فيديريكو جارثيا لوركا إلى غرناطة في 14 يوليو 1936، أي قبل أيام قليلة من انقلاب الجنرال فرانكو. توجّه إلى منزل أسرته في ضيعة سان فيثنتي، إلا أن خبر عودته سرعان ما انتشر عبر الصحافة المحلية، فعلم الجميع بوجوده في مسقط رأسه.
بعد تمرد حامية إشبيلية، لحقتها حامية غرناطة في 20 يوليو على يد الانقلابيين، ولم يلبث أن ألقي القبض على صهر فيديريكو مانويل فيرنانديث مونتيسينوس زوج شقيقته الصغرى كونشا وعمدة غرناطة بالوكالة. أقيمت بعض المتاريس العبثية في الأحياء العليا للمدينة، لكن ذلك كان دون طائل؛ إذ لم تلبث أن سقطت المدينة نهائيا يوم 23 يوليو.
قام لوركا يوم 18 يوليو رغم الخوف الذي كان يشعر به بزيارة صهره في السجن. وبعد ورود بلاغ مجهول ضذه، تم في 16 أغسطس القبض عليه في منزل أحد أصدقائه، وهو الشاعر لويس روزاليس، الذي حصل على وعد من السلطات الوطنية توعدت فيها بإطلاق سراح لوركا «إذا لم تكن هناك أي شكوى ضده». تم إعطاء أمر تنفيذ الإعدام من قبل الحاكم المدني لغرناطة، خوسيه فالديز غوزمان، الذي كان قد أمر سابقا النائب رامون رويز ألونسو اعتقال الشاعر. وأُعدم لوركا رمياً بالرصاص بتهمة كونه جمهوري ومثلي الجنس، في الأيام الأولى من الحرب الأهلية الإسبانية، وقد جرى إعدامه كما يظن في الطريق بين فيثنار وألفاكار، على التلال القريبة من غرناطة. ولكن جسده لم يعثر عليه، كما تنبأ هو نفسه في إحدى قصائده:
وبحثوا عن جثتي في المقاهي والمدافن والكنائس

فتحوا البراميل والخزائن

سرقوا ثلاث جثثٍ

ونزعوا أسنانها الذهبية

### بعد إعدامه

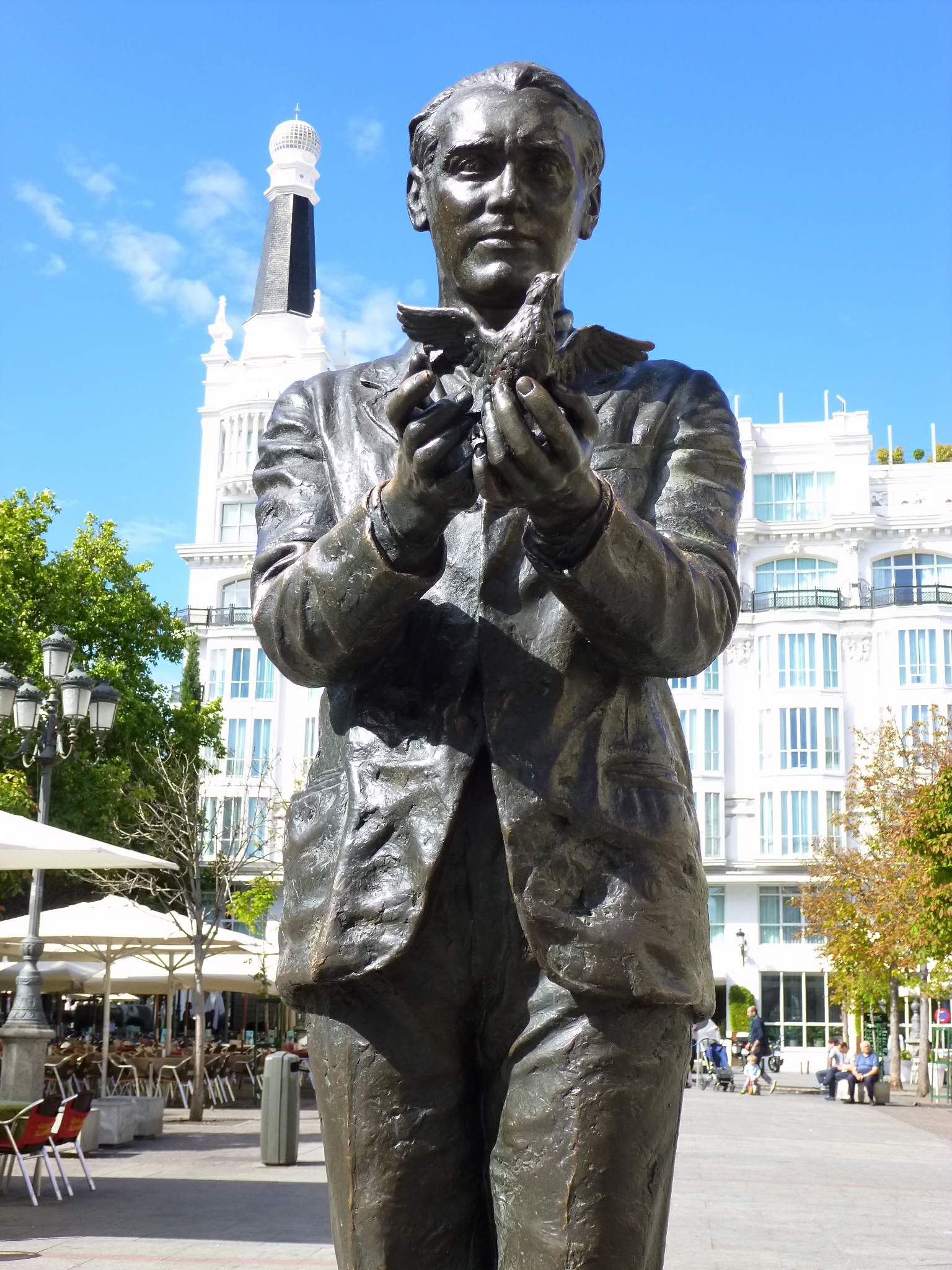
نصب تذكاري لجارسيا لوركا في ساحة سانتا آنا في مدريد.

بعد إعدام فيديريكو جارثيا لوركا، نُشرت أعماله "أغاني أولى" و"حب دون برليمبلين وبيليسا في حديقتهما". وتُعد إحدى أكثر الأعمال تأثيرًا التي تناولت مقتله قصيدة "الجريمة وقعت في غرناطة"، التي كتبها أنطونيو ماتشادو سنة 1937.
وعلى الجانب الآخر، نشرت صحيفة الوَحدة، وهي صحيفة كتائبية تصدر في سان سيباستيان، بتاريخ 11 مارس 1937، رثاءً مؤثرًا وقّعه لويس أورتادو ألباريث بعنوان: "لقد اغتيل أعظم شعراء إسبانيا الإمبراطورية".
ويعد كتاب "الشعبية"، واحد من أكثر السير الذاتية الموثقة والمثيرة للجدل والشهيرة لفيديريكو جارثيا لوركا، الكتاب الأكثر مبيعًا والذي نُشر عام 1989 وأطلق عليه فيديريكو جارثيا لوركا عنوان: حياة (آلام وموت فيديريكو جارثيا لوركا، الطبعة الإسبانية عام 1998، بقلم الكاتب الإسباني الأصل الأيرلندي إيان خيبسون. وإحياءً للذكرى المئوية لميلاده، في 5 يونيو 1998، بدأ البث التلفزيوني ل قناة الجنوب ٢.
في عام 2009، تطبيقاً لقانون استعادة الذاكرة التاريخية الذي أقرته حكومة خوسيه لويس رودريجيث ثباتيرو، تم فتح القبر الذي من المفترض أنهم دفنوا فيه بقايا جثمان الشاعر ولم يتم العثور على شيء.
في مايو 2012 خرجت آخر رسائله إلى النور، وكانت موجهة إلى صديقه المقرب الكاتب والناقد الفني خوان راميريث دي لوكاس. في عام 2014، تم بدأ العمل لتحديد موقع القبر حيث دُفِن والتعرف على هوية الجثث، على الرغم من أن رفض عائلته يبدو من غير المرجح أن يقوموا باستخراج جثته. نشرت الكاتبة مارتا أوسوريو في عام 2015 كتابًا تحلل فيه المعلومات التي جمعها أجوستين بينون عن مكان جثمان الشاعر (خاصةً إميليا يانوس، الصديقة المقربة للشاعر)، إشارة إلى نقل الجثمان إلى مكان آخر على نفس الطريق الذي دُفِن فيه أو حتى إلى مدريد.

## الأعمال

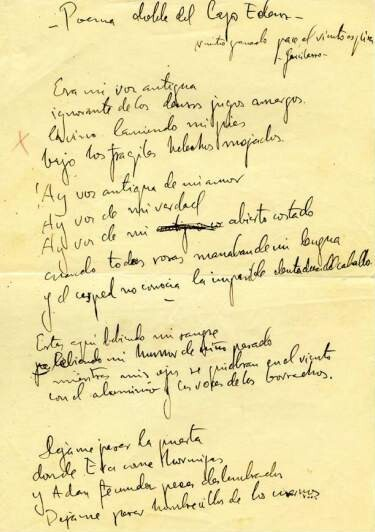
مخطوطة قصيدة مزدوجة لبحيرة عدن (شاعر في نيويورك)

إن عالم لوركا يتميز بنظام واضح: الشعر والدراما والنثر يعتمدون على الهواجس - الحب، والرغبة، والعقم - والمفاتيح الأسلوبية الثابتة. إن تنوع الأشكال والنغمات لا يهدد أبدًا تلك الوحدة التي تتمثل قضيتها المركزية في الإحباط.

### الأسلوب
الرموز: بما يتماشى مع ذوقه للعناصر التقليدية، يستخدم لوركا الرموز بشكل متكرر في شعره. وتشير رموزه إلى الموت في كثير من الأحيان، وعلى الرغم من ذلك، تختلف الفروق الدقيقة بشكل كبير، اعتمادًا على السياق. إنهم رموز مركزية بالنسبة إلى لوركا:
- القمر: إنه الرمز الأكثر شيوعًا عند لوركا. معناه الأكثر شيوعًا هو الموت، ولكن يمكن أن يرمز أيضًا إلى الإثارة الجنسية أو الخصوبة أو العقم أو الجمال.
- الماء: هو رمز للحيوية أثناء الركض. وعندما يكون راكداً فإنه يمثل الموت.
- الدم: إنه يمثل الحياة، وعندما ينسكب فهو الموت. كما أنه يرمز إلى الخصوبة وما هو جنسي.
-الحصان (وفارسه): إنه رمز حاضرًا جدًا في كل أعماله، ويحمل دائمًا قيم الموت، على الرغم من أنه يمثل أيضًا الحياة والإثارة الذكورية.
- الثور: كان جارثيا لوركا من عشاق مصارعة الثيران؛ على حد تعبيره: "أعتقد أن مصارعة الثيران هي المهرجان الأكثر ثقافة في العالم. إنها الدراما الخالصة التي يسكب فيها الإسبان أفضل دموعهم وعصارتهم. إنه المكان الوحيد الذي تذهب إليه وأنت على يقين من رؤية الموت مُحاط بالجمال الأكثر إبهارًا (...)".
- الأعشاب: قيمتها السائدة، وإن لم تكن الوحيدة، هي كونها رموزًا للموت.
- المعادن: قيمتها السائدة هي الموت أيضًا. تظهر المعادن على شكل
الأسلحة البيضاء، التي تؤدي دائمًا إلى المأساة.
الاستعارة: هي الإجراء البلاغي المركزي في أسلوبه. ومن خلال تأثره بجونجورا، يستخدم لوركا استعارات شديدة الخطورة: المسافة الكبيرة بين المصطلح الحقيقي والخيالي. في بعض الأحيان، يستخدم الاستعارة الخالصة بشكل مباشر. ومع ذلك، على عكس جونجورا، لوركا هو شاعر مفاهيمي، بمعنى أن شعره يتميز بتكثيف كبير في التعبير والمحتوى، بالإضافة إلى الحذف المتكرر. الاستعارات عند لوركا تتناول عناصر متعارضة من الواقع، وتنقل تأثيرات حسية مختلطة، إلخ.
الشعبية الجديدة: على الرغم من أن لوركا يستوعب الابتكارات الأدبية دون مشاكل، إلا أن عمله مليء بالعناصر التقليدية التي علاوة على ذلك، تظهر ثقافتها الأدبية الهائلة.
وتشكل الموسيقى والأغاني التقليدية حضوراً دائماً في شعره. مع ذلك،
من الناحية الشكلية فهو ليس شاعراً يعرض مجموعة كبيرة ومتنوعة من الأشكال التقليدية؛ ومع ذلك، فإنه يتعمق في ثوابت الروح التقليدية لأرضه والشعب: حزن الحب، والشجاعة، والحزن والعاطفة.

### الشعر

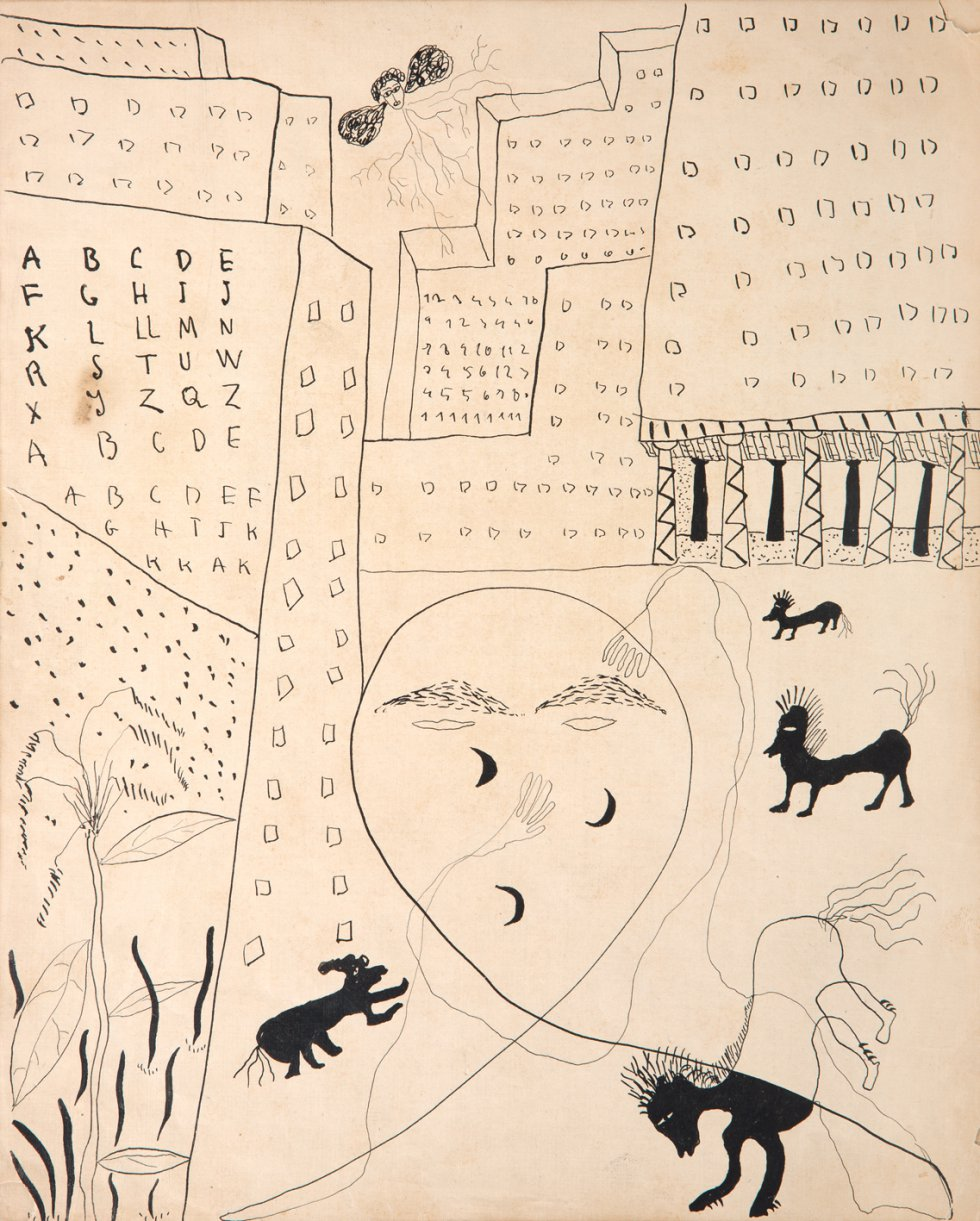
صورة ذاتية لفيديريكو جارثيا لوركا لشاعر في نيويورك.

يشكل العمل الشعري للوركا أحد قمم الشعر في جيل 27 وكل الأدب الإسباني. إن شعر لوركا هو انعكاس لشعور مأساوي بالحياة، ويرتبط بمؤلفين وتقاليد وحركات أدبية مختلفة. في هذا الشعر تتعايش التقاليد الشعبية والثقافية. على الرغم من أنه من الصعب تحديد فترات في شعر لوركا، إلا أن بعض النقاد يفرقون بين مرحلتين: مرحلة الشباب ومرحلة الازدهار.

### مرحلة الشباب
تتضمن هذه المجموعة كتاباته الأولى: الانطباعات والمناظر الطبيعية (مكتوبة في شكل نثر، على الرغم من ذلك، تُظهر الإجراءات المميزة للغة الشعرية) وكتاب القصائد (المكتوب خلال تأثره بروبين داريو وأنطونيو ماتشادو وخوان رامون خيمينيث)؛ يُصوِّر جارثيا لوركا في هذه القصيدة حبًا بلا أمل، محكومًا عليه بالحزن.
في عام 1986، قام مجلس غرناطة الإقليمي بتعديل مقتطفات شعرية مختارة ومقدمة وتم التعليق عليها بواسطة أندرو أ. أندريسون.
تقدم هذه المختارات أجنحة (1920-1923) وقصائد نثرية (1927-1928). في الأجنحة يوجد "أغنية الطفل الذي لم يولد" (ص 71)، وفي قصائد نثرية نجد "مذبحة الأبرياء" (ص 150). في هذه الكتابات يقدم الشاعر إشارة إلى دراما الإجهاض.
في عام 1918 كتب الأرملة والكونت كابرا، استنادًا إلى قصة حقيقية وصلت إلى مسامعه من خلال أغنية للأطفال.

### مرحلة الازدهار
تبدأ مرحلة الازدهار بقصيدة أغنية جوندو(1921) التي تصف، من خلال الوحدة الموضوعية والشكلية والمفاهيمية والتعبير عن المشاعر، ويرجع ذلك جزئيًا إلى إلهامها الفولكلوري، كلمات الأغاني الشعبية الجديدة لجيل27
في ديوانَي الأغاني الأولى والأغاني (كلاهما بين عامي 1920 و1924)، استخدم نفس الأشكال:الأغنية والرومانسية. ويؤطّر الفجر والليل ومدينة غرناطة والمناظر الطبيعية القمرية موضوعات الزمن والموت.
الموت والتناقض الأخلاقي بين عالم الغجر والمجتمع البرجوازي هما الموضوعان الرئيسيان لقصائد الغجر. وتبرز هنا الإجراءات المعتادة للشعر ذي الأصل الشعبي، وتأثير الملحن مانويل دي فالا إنه ليس عملاً فولكلوريًا؛ وهو يعتمد على الصور النمطية المرتبطة بشعب الغجر والغرناطة. يرفع لوركا شخصية الغجر إلى مرتبة الأسطورة الأدبية، كما فعل فيما بعد مع الرجل الأسود واليهودي في "شاعر في نيويورك". وفى كتاب الرومانس الغجرى يستخدم الرومانسية،في أشكالها الروائية والغنائية والدراميةبهي مزيج من الشعبية والثقافة.
كتب لوركا قصيدة "شاعر في نيويورك" استنادًا إلى تجربته في الولايات المتحدة، حيث عاش بين عامي 1929 و1930.ويرى لوركا أن الحضارة الحديثة والطبيعة غير متوافقتين.إن رؤيته لنيويورك كابوسية وموحشة، مثل حلم سيء. للتعبير عن الألم والرغبة في التواصل التي تسيطر عليه، فإنه يستخدم الصور الرؤيوية للغة السريالية. يتمتع بحرية التعبير القصوى على الرغم من ملاحظة استخدام الشعر الموزون (ثماني مقاطع، أحد عشر مقطعاً، وأربعة عشر مقطعاً) إلى جانب استخدام الشعر الحر
ديوان التمريت(1940) هو ديوان شعر ذو أجواء أو نكهة شرقية، مستوحى من دواوين الشعر العربي الأندلسي القديم. الموضوع الرئيسي هو الحب الخاضع لتجارب محبطة ومريرة؛ لغته قريبة جدًا من لغة الشاعر في نيويورك.
رثاء وفاة إغناسيو سانشيز ميخياس (1935) هي مرثية لألم وعاطفة لا يمكن السيطرة عليهما، وهي بمثابة تكريم لمصارع الثيران الإشبيلية الذي دعم شعراء جيل 27
يُختتم العمل الشعري لجارثيا لوركا بـ "ست قصائد جاليسية" وسلسلة من إحدى عشرة قصيدة حب بعنوان "سوناتات الحب المظلم". لقد حظي لوركا باحترام وإعجاب غير مشروطين من الشعراء من أجيال بعد الحرب الأهلية. يُعتبر شاعرًا ملعونًا، وقد كان تأثيره محسوسًا بين الشعراء الإسبان الملعونين.

## فيلموجرافيا

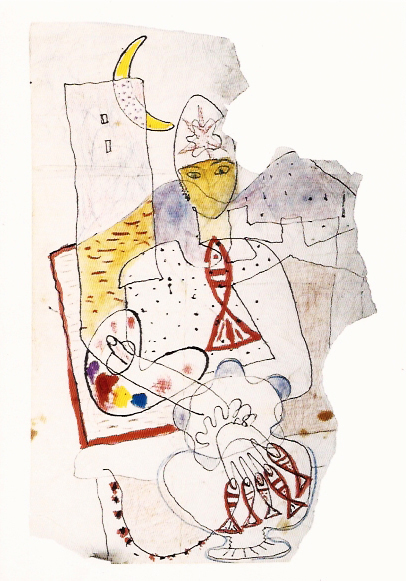
صورة سلفادور دالي، فيديريكو غارسيا لوركا (1927

## عروض الأوبرا
- الإسكافية العجيبة (1949)، للملحن الأرجنتيني خوان خوسيه كاسترو (1895-1968)، عُرض لأول مرة في مونتيفيديو؛ (1982) بقلم أودو زيمرمان
- عرس الدم من تأليف خوان خوسيه كاسترو (1952)، وولفغانغ فورتنر (1957)، وساندور زوكولاي (1964)، ونيكولا ليفانو (1992)
- يرما، أوبرا من تأليف بول بولز (1955)، وهيتور فيلا لوبوس (1955-1956، عُرضت لأول مرة عام 1971).
- بيت برناردا ألبا، بقلم الكاتالوني ميجيل أورتيجا، بقلم أريبرت رايمان (1998/2000)
- عرض فيلم أينادامار (2003)، للمخرج أوزفالدو جوليوف، لأول مرة في مهرجان تانجلوود
- دون بيرليمبلين يحب بيليسا في حديقته، بقلم فولفغانغ فورتنر (1962)، بقلم برونو ماديرنا (1962)، بقلم سيمون هولت (1998).
- كيميرا، من تأليف هانز يورغن فون بوس (1986)، من تأليف فرناندو غارسيا أرانسيبيا (1965).
- كوميديا بلا عنوان، تأليف يان مولر فيلاند (1998).
- عُرضت مسرحية الجمهور، من تأليف ماوريسيو سوتيلو (2014)، لأول مرة في المسرح الملكي في 24 فبراير 2015

لم يقتصر تأثير أدب لوركا على النوع الأوبرالي فحسب، بل تأثر ملحنون مثل الفرنسي فرانسيس بولينك بشكل ملحوظ بشخصية الشاعر أهدى بولينك عملين له: سوناتا للكمان والبيانو، "إلى ذكرى فيديريكو ٠جارسيا لوركا" (1943، تمت مراجعتها في عام 1949)؛ والأغاني الثلاث لفيديريكو جارسيا لوركا، للصوت والبيانو (Trois chansons de Federico García Lorca، 1947)، (55)

## التكريمات

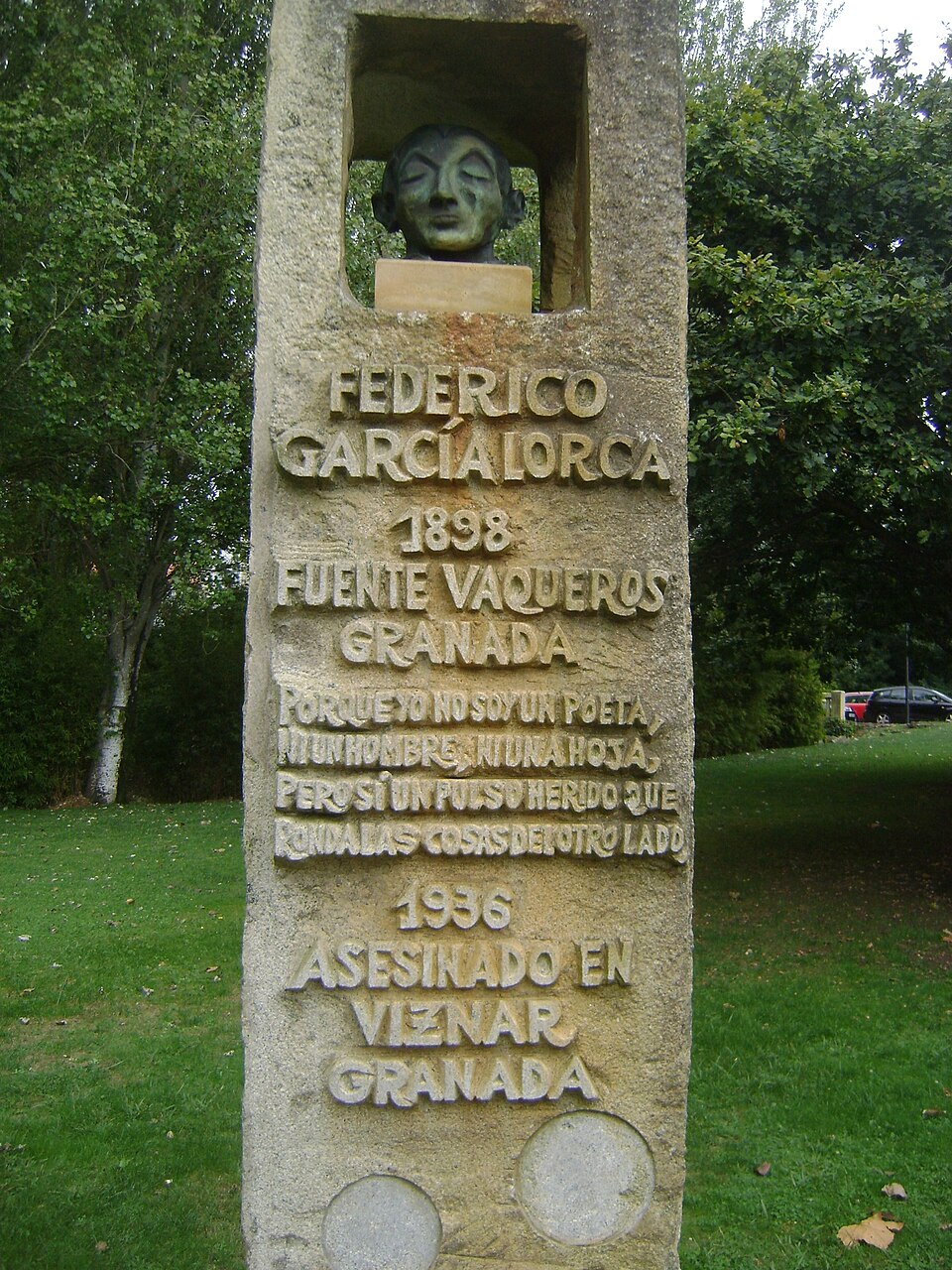
نصب تذكاري للوركا في أوليروس، جاليسيا (إسبانيا).

- في بلدة فوينتي فاكيروس في منطقة فيجا دي غرناطة (إسبانيا)، يوجد نصب تذكاري مُخصص لفيديريكو جارسيا لوركا، وهو عبارة عن نافورة مع منحوتة تحمل نقشًا: "بلدة فيديريكو غارسيا لوركا". "إنني أشعر بالامتنان تجاه هذه المدينة الجميلة التي ولدت فيها وقضيت فيها طفولتي السعيدة... وعندما يسألني أحد في مدريد أو في أي مكان آخر عن مكان ولادتي... أقول إنني ولدت في فوينتي فاكيروس... وهي مبنية على الماء.في كل مكان تُبنى قنوات الري، وتنمو أشجار الحور الطويلة، حيث تعزف الرياح موسيقاها الهادئة في الصيف..." فيديريكو غارسيا لوركا"
- نصب تذكاري لفيديريكو غارسيا لوركا (قرطبة). تظهر أبيات القصيدة بعنوان "سان رافائيل" من أغاني الغجر على الحجر. عمل النحات لويس سيلوريو، الذي تبرع به للمدينة مجانًا، ويقع بجوار برج كالاهورا (قرطبة). وهو يمثل ذيل سمكة مطبوع على زعانفها قصيدة سان رافائيل (قرطبة)، من كتاب Romancero gitano (1924-1927)، وهو ديوان شعر للشاعر فيديريكو غارسيا لوركا. تم افتتاحه من قبل رئيس بلدية قرطبة في 6 يونيو 2005.
- تمثال نصفي للشاعر الإسباني فيديريكو غارسيا لوركا، يقع في حديقة إسبانيا في مدينة روزاريو، سانتا فيه، الأرجنتين. عمل للفنانة ماريتا باتل المقيمة في روزاريو
- قصيدة جدارية تقع في مدينة لايدن (هولندا). القصيدة بعنوان "من الأعماق" باللغة الإسبانية، بقلم فيديريكو غارسيا لوركا.
- هناك العديد من التكريمات المخصصة لشخصية وعمل فيديريكو غارسيا لوركا. في الذكرى السابعة والثمانين لوفاته، دعت الصحيفة الرقمية لا جارسيا دي لا ريبيرا (https://lagarcetad elaribera.org/) جميع الراغبين في المشاركة في التكريم من خلال إلقاء أو غناء إحدى قصائده، والنتيجة هي لوركا (https://lagarcetadelaribera.org/ho menaje-poemas-lorca/)

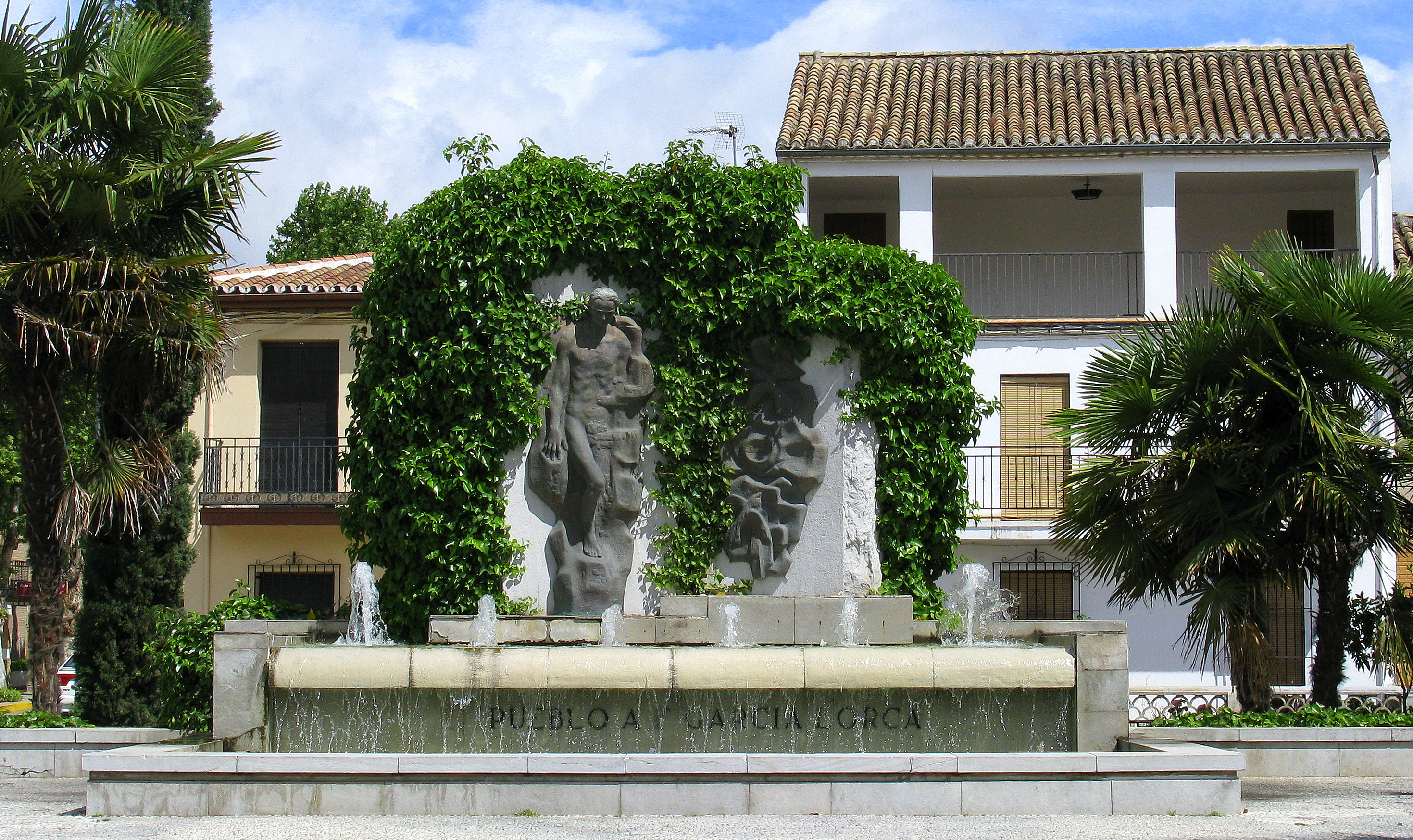
نافورة مخصصة لفيديريكو غارسيا لوركا - نافورة فاكيروس

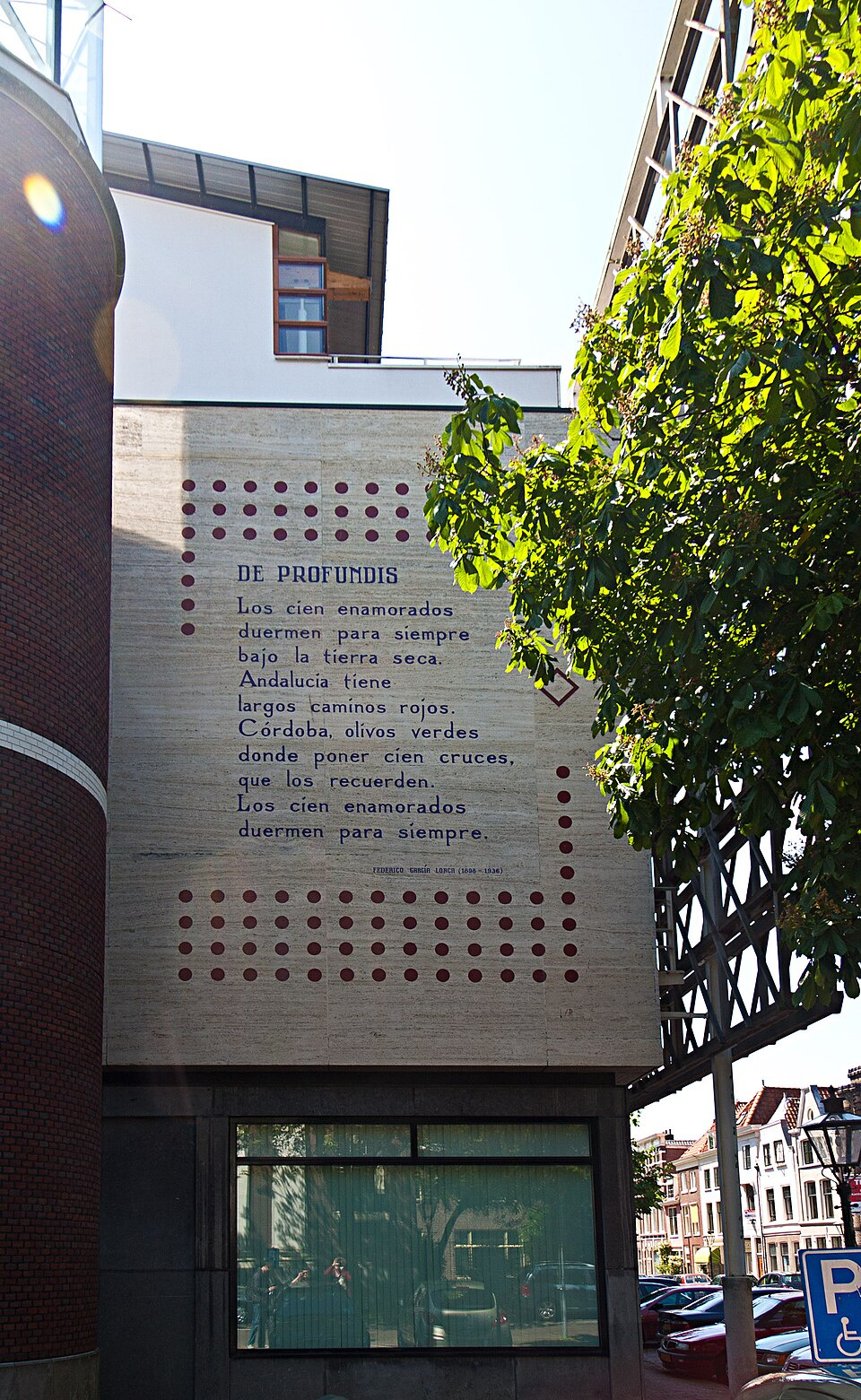
قصيدة جدارية في لايدن